# Жуки (Кременчуцький район)
Жуки́ —  село в Україні, у Глобинській міській громаді Кременчуцького району Полтавської області. Населення становить 653 особи.

## Географія
Село розташоване на березі річки Сухий Кагамлик за 47 км від районного центру м. Кременчук та за 4 км від залізничної станції Глобине. Вище за течією на відстані 2 км розташовані села Павлівка і Коломицівка, нижче за течією на відстані 3 км розташовано село Опришки.

## Історія
У Національній книзі пам'яті жертв Голодомору 1932—1933 років в Україні вказано, що 34 жителі села загинули від голоду.
12 червня 2020 року, відповідно до розпорядження Кабінету Міністрів України № 721-р «Про визначення адміністративних центрів та затвердження територій територіальних громад Полтавської області», село увійшло до складу Глобинської міської громади.
19 липня 2020 року, в результаті адміністративно - територіальної реформи та ліквідації Глобинського району, село увійшло до складу новоутвореного Кременчуцького району.

## Населення
Населення станом на 1 січня 2011 року становить 653 особи.
- 2001 — 632
- 2011 — 653

### Мова
Розподіл населення за рідною мовою за даними перепису 2001 року:
| Мова            | Кількість | Відсоток |
| --------------- | --------- | -------- |
| українська      | 613       | 96.99%   |
| російська       | 15        | 2.37%    |
| білоруська      | 2         | 0.32%    |
| угорська        | 1         | 0.16%    |
| інші/не вказали | 1         | 0.16%    |
| Усього          | 632       | 100%     |

## Інфраструктура
У селі є такі заклади:
- загальноосвітня школа I—II ступенів
- фельдшерсько-акушерський пункт

## Пам'ятники
В центрі с. Жуки в 1956 році встановлений пам'ятник воїнам Радянської армії і воїнам-односельцям, які загинули в роки Другої світової війни.

## Відомі особистості
В поселенні народилися:
- Колесник Надія Геннадіївна (1970—2010) — українська педагогиня, благодійниця, перша директорка Кременчуцького міського центру соціальної реабілітації дітей-інвалідів.
- Терещенко Степан Петрович (1897 — ?) — комуністичний функціонер в Україні, голова Миколаївського обласного виконавчого комітету. Депутат Верховної Ради УРСР 2-го скликання.
- Турченко Юрій Якович (нар. 1923) — український радянський мистецтвознавець.
- Яків Халабудний (1897—1949) — український народний різьбар на дереві.